# Friedrich Maximilian Klinger
Friedrich Maximilian von Klinger (Frankfurt am Main, 17 de fevereiro de 1752 – Tartu, 9 de março de 1831) foi um dramaturgo e romancista alemão. Sua peça Sturm und Drang (1776) deu seu nome à época artística de Sturm und Drang. Ele era amigo de infância de Johann Wolfgang von Goethe e é frequentemente associado a Jakob Michael Reinhold Lenz. Klinger trabalhou como dramaturgo para o Seylersche Schauspiel-Gesellschaft por dois anos, mas acabou deixando o Reino da Prússia para se tornar general no exército imperial russo.

## Biografia
Um dos poucos autores da classe social baixa do século XVIII, Klinger nasceu de uma família humilde em Frankfurt am Main. Seu pai, Johannes Klinger, era um policial da cidade que morreu quando Klinger tinha apenas oito anos de idade, forçando sua mãe Cornelia Fuchs Klinger, filha de um sargento, a apoiar seu filho e duas filhas lavando roupas da elite de Frankfurt — incluindo, talvez, futuros amigos e patronos de Klinger, os Goethes de Hirschgrabenallee. Apesar desse infortúnio, Klinger se destacou em seus estudos e recebeu uma isenção de matrícula para estudar no ginásio, onde também arrecadou fundos para sua família trabalhando como tutor.
Embora exista pouca documentação sobre as primeiras interações de Klinger com Goethe durante seus anos em Frankfurt, eles parecem ter se conhecido em 1773, quando Klinger começou a trabalhar em seus primeiros dramas, Otto e Das leidende Weib (A Esposa Sofredora) que, segundo a editora de Leipzig deve uma grande dívida à Götz von Berlichingen mit der eisernen Hand, então não publicada de Goethe. Weygand lançou a coleção em sua feira de livros da Páscoa de 1775, chamando-a de "peças de teatro de maneira goethiana/lenziana". Além disso, foi somente com a assistência financeira de Goethe que Klinger conseguiu se matricular na Universidade de Gießen em 1774, onde estudou brevemente para ser um funcionário jurídico.
Em 1776, Klinger submeteu sua tragédia Die Zwillinge (Os Gêmeos) a um concurso organizado pelo teatro de Hamburgo sob os auspícios da atriz Sophie Charlotte Ackermann e seu filho, o famoso ator e dramaturgo Friedrich Ludwig Schröder. A peça ganhou o primeiro prêmio, recebendo elogios da crítica o suficiente para ser nomeada Theaterdichter para o Seylersche Schauspiel-Gesellschaft, liderado por Abel Seyler, e ocupou este cargo por dois anos.
Em 1778, ele se juntou ao exército austríaco e participou da Guerra da Sucessão da Baviera. Em 1780, ele foi para São Petersburgo, tornou-se um oficial do Exército Imperial Russo, foi enobrecido e anexado ao Grão-Duque Paul, a quem acompanhou em uma viagem à Itália e à França. Em 1785, foi nomeado diretor do corpo de cadetes e, tendo se casado com Elizaveta Alekseyeva (que se dizia ser uma filha natural de Catarina, a Grande e o príncipe Grigory Orlov), tornou-se um preceptor da Academia de Cavaleiros em 1799. Em 1803, Klinger foi indicado pelo imperador Alexander, curador da Universität Dorpat, escritório que ocupou até 1817. Em 1811, ele se tornou tenente-general. Ele gradualmente abandonou seus cargos oficiais e, depois de viver por muitos anos em uma honrosa aposentadoria, morreu na cidade imperial de Dorpat, na atual Estônia.
Klinger era um homem de caráter moral vigoroso e cheio de bons sentimentos, embora as amargas experiências e privações de sua juventude sejam amplamente refletidas em seus dramas. Foi um de seus primeiros trabalhos, Sturm und Drang (1776), que deu nome a essa época artística. Além dessa tragédia e de Die Zwillinge (1776), as principais peças de teatro de seu período inicial de fervor apaixonado e inquieta "tempestade e estresse" são Die neue Arria (1776), Simsone Grisaldo (1776) e Stilpo und seine Kinder (1780). A um período posterior pertence à bela dupla tragédia de Medea in Korinth e Medea auf dem Kaukasos (1791). Na Rússia, dedicou-se principalmente à escrita de romances filosóficos, dos quais os mais conhecidos são Fausts Leben, Taten und Höllenfahrt (1791), Geschichte Giafars des Barmeciden (1792) e Geschichte Raphaeis de Aquillas (1793). Esta série foi encerrada em 1803 com Betrachtungen und Gedanken über verschiedene Gegenstände der Welt und der Literatur. Nestas obras, Klinger dá expressão calma e digna às ideias principais que o período de Sturm und Drang legou à literatura clássica alemã.

## Trabalho
- Faustus[3]
- Análise de Faust, de Klinger's[4] 1890
- Sturm und Drang

## Obras
As obras de Klingers foram publicadas em doze volumes (1809-1815), também de 1832 a 1833 e 1842. A edição mais recente está em oito volumes (1878-1880); mas nada disso está completo. Uma seleção será encontrada em A. Sauer, Stürmer und Dränger, vol. 1. (1883). Ver E. Schmidt, Lenz e Klinger (1878); M. Rieger, Klinger in der Sturm-und Drangperiode (1880); e Klinger no cercador Reife (1896).